# Kevin Saumade
Kevin Saumade (* 1980) ist ein ehemaliger französischer Snowboarder. Er startete in der Disziplin Halfpipe.

## Werdegang
Saumade nahm zu Beginn der Saison 1997/98 in Hintertux erstmals am Snowboard-Weltcup der FIS teil und errang dabei den 47. Platz. Im weiteren Saisonverlauf kam er zweimal unter die ersten Zehn und erreichte damit den 24. Platz im Halfpipe-Weltcup. Bei den Juniorenweltmeisterschaften 1998 in Chamrousse gewann er die Bronzemedaille. Im folgenden Jahr belegte er bei den Juniorenweltmeisterschaften auf der Seiser Alm den 13. Platz. In der Saison 1999/2000 erreichte er fünf Top-Zehn-Platzierungen im Weltcup. Dabei errang er mit Platz zwei in Livigno seine einzige Podestplatzierung im Weltcup und zum Saisonende den siebten Platz im Halfpipe-Weltcup. Bei den Juniorenweltmeisterschaften 2000 in Berchtesgaden kam er auf den 13. Platz. Seinen 24. und damit letzten Weltcup absolvierte er im Dezember 2000 in Mont Sainte-Anne, welchen er auf dem 57. Platz beendete.

## Weltcup-Gesamtplatzierungen
| Saison    | Gesamt | Gesamt | Halfpipe | Halfpipe |
| Saison    | Punkte | Platz  | Punkte   | Platz    |
| --------- | ------ | ------ | -------- | -------- |
| 1997/98   | 106    | 91.    | 644      | 24.      |
| 1998/99   | 42     | 127.   | 340      | 47.      |
| 1999/2000 | 315    | 32.    | 3460     | 7.       |
| 2000/01   | –      | –      | 156      | 73.      |